# Breno (Vorname)
Breno ist als eine portugiesische Form des ursprünglich altkeltischen Namens Brennus ein portugiesischer männlicher Vorname, der insbesondere in Brasilien vorkommt.

## Herkunft und Bedeutung
Die genaue Herkunft des Namens Brennus ist nicht gesichert. 
- „Häuptling“, „Anführer“, vermutlich von den Römern als Titel verstanden[3]
- „Hitze“, „Atem“, von der Lautmalerei ber[3]
- „Berg“, „Hügel“, vom keltischen Wort Bre, durch die Erweiterung ggf. die Bedeutung „hoch“ oder „edel“[3]
- „Rabe“[1]

## Namensträger
- Breno (Fußballspieler) (Breno Vinícius Rodrigues Borges; * 1989), brasilianischer Fußballspieler
- Breno Accioly (1921–1966), brasilianischer Arzt und Schriftsteller
- Breno Lopes (Fußballspieler, 1990) (Breno Gonçalves Lopes; * 1990), brasilianischer Fußballspieler
- Breno Henrique Vasconcelos Lopes (* 1996), brasilianischer Fußballspieler
- Breno Mello (1931–2008), brasilianischer Schauspieler und Fußballspieler
- Breno Sidoti (* 1983), brasilianischer Radrennfahrer